# Bargain girl
「Bargain girl」（バーゲンガール）は、愛乙女★DOLLの3枚目のメジャーシングル（インディーズを含めると通算7枚目）。2014年11月26日に日本クラウンから発売された。

## 概要
- 前作「セツナツ、ダイバー」から約3ヶ月ぶりとなるメジャー第3弾シングルで、二代目リーダーだった岩崎夢生が参加した最後のシングル[4]。表題曲「Bargain girl」は、恋の駆け引きを歌ったセツナすぎる歌詞が印象的な“らぶどる“史上最高のダンスナンバーとなっている。
- Type-Aには「Bargain girl」のPVと、前作「セツナツ、ダイバー」リリースイベント期間中に行われたユニットバトルに勝利した芦崎麻耶、愛迫みゆ、ハルナのユニット曲「サヨナラと君が言った」のPVが収められたDVDが同梱されている。

## 収録曲
Type-A
1. Bargain girl
作詞・作曲：NY bow
編曲：KAZ
2. 恋のマジック
作詞：空谷泉身
作曲：小松一也
編曲：Adoriano Spinesi
3. Digital Date
作詞・作曲・編曲：ヒゲドライバー
4. Bargain girl(off vocal)
5. 恋のマジック(off vocal)
6. Digital Date(off vocal)

DVD
1. Bargain girl Music Video
2. ユニットバトル勝利特典「サヨナラと君が言った」Music Video

Type-B
1. Bargain girl
2. 恋のマジック
3. Bargain girl(off vocal)
4. 恋のマジック(off vocal)

Type-C
1. Bargain girl
2. Digital Date
3. Bargain girl(off vocal)
4. Digital Date(off vocal)

## 初回生産分封入特典
・アーティストカード１枚ランダム封入、握手会イベント参加券封入(Type-A)